# Людвіг Франц
Людвіг Франц (нім. Ludwig Franz; 30 січня 1918, Рюстрінген — 5 вересня 1944, Карське море) — німецький офіцер-підводник, оберлейтенант-цур-зее крігсмаріне.

## Біографія
9 жовтня 1937 року вступив на флот. З грудня 1939 року проходив практику вахтового офіцера на есмінці «Бернд фон Арнім». Під час Норвезької кампанії 13 квітня 1940 року есмінець був потоплений біля Нарвіка, а Франц був тимчасово призначений в морський полк «Бергер». З липня 1940 року — командир з'єднання берегової оборони. З липня 1941 року — командир групи 51-ї флотилії форпостенботів. З липня 1941 по січень 1942 року пройшов курс підводника. З 2 квітня 1942 року — 1-й вахтовий офіцер на підводному човні U-463. З грудня 1942 по січень 1943 року пройшов курс командира човна. З 4 лютого 1943 року — командир U-362, на якому здійснив 5 походів (разом 93 дні в морі). 5 вересня 1944 року U-362 був потоплений в Карському морі північно-східніше острова Кравкова (75°51′ пн. ш. 89°27′ сх. д.) глибинними бомбами радянського тральщика Т-116. Всі 51 члени екіпажу загинули.

## Звання
- Кандидат в офіцери (9 жовтня 1937)
- Морський кадет (28 червня 1938)
- Фенріх-цур-зее (1 квітня 1939)
- Оберфенріх-цур-зее (1 березня 1940)
- Лейтенант-цур-зее (1 травня 1940)
- Оберлейтенант-цур-зее (1 квітня 1942)